# Daytime-Emmy-Verleihung 2021
Die Daytime-Emmy-Verleihung 2021 fand am 25. Juni 2021 statt und wurde von CBS live übertragen. Die Nominierungen wurden am 25. Mai verkündet. Die Moderation übernahm Sheryl Underwood.

## Hintergrund
Die National Academy of Television Arts and Sciences (NATAS) gab im Dezember 2020 bekannt, das sie auf Grund der COVID-19-Pandemie in den Vereinigten Staaten die Daytime-Emmy-Verleihung ein weiteres Mal virtuell stattfinden lassen will. Im April 2021 sicherte sich CBS für weitere zwei Jahre die Übertragungsrechte, gab aber auch bekannt, das sie parallel auf Paramount+ ausgestrahlt werden dürfen.

## Programmkategorien
| Dramaserie (Outstanding Drama Series) | Digitale Serie (Outstanding Limited Drama Series) |
| --- | --- |
| - General Hospital (ABC) - Reich und Schön (CBS) - Zeit der Sehnsucht (NBC) - Schatten der Leidenschaft (CBS) | - Studio City (Amazon Prime) - The Bay (Popstar TV) - Beacon Hill (reelwomensnetwork.com) - A House Divided (UMC)                                                               |
| Entertainment-Talkshow (Outstanding Talk Show-Entertainment) | Informative Talkshow (Outstanding Talk Show-Informative) |
| - The Kelly Clarkson Show (Syndikation) - The Ellen DeGeneres Show (Syndikation) - The Drew Barrymore Show (Syndikation) - Live with Kelly and Ryan (Syndikation) - Today with Hoda & Jenna (NBC)                  | - Red Table Talk (Facebook Watch) - The 3rd Hour of Today (NBC) - GMA3: What You Need to Know (ABC) - Red Table Talk: The Estefans (Facebook Watch) - Tamron Hall (Syndikation) |
| Frühstücksprogramm (Outstanding Morning Program) | Entertainment News (Outstanding Entertainment News Program) |
| - CBS Sunday Morning - Good Morning America (ABC) - Sunday Today with Willie Geist (NBC) - Today Show (NBC) | - Entertainment Tonight (Syndikation) - Access Hollywood (Syndication) - E!’s Daily Pop (E!) - Extra (Syndikation) - Inside Edition (Syndication)                               |
| Gerichtssendung (Outstanding Legal/Courtroom Program) | Spielshow (Outstanding Game Show) |
| - The People’s Court (Syndikation) - Caught in Providence (Syndikation) - Divorce Court (Fox) - Judge Judy (Syndikation) - Lauren Lake's Paternity Court (Syndikation)                                             | - Jeopardy! (Syndikation) - Family Feud (Syndication) - Let’s Make a Deal (CBS) - The Price Is Right (CBS) - Wheel of Fortune (Syndikation)                                     |
| Kochshow (Outstanding Culinary Series) | |
| - Barefoot Contessa: Cook Like a Pro (Food Network) - Lidia's Kitchen (PBS) - Lucky Chow (PBS) - Mise en Place (Eater) - Pati's Mexican Table (PBS) - tasteMAKERS (PBS) - Trisha's Southern Kitchen (Food Network) | |

## Schauspiel
| Hauptdarsteller in einer Dramaserie (Outstanding Lead Performance in a Drama Series) | Hauptdarsteller in einer Dramaserie (Outstanding Lead Performance in a Drama Series) |
| Hauptdarsteller | Hauptdarstellerin |
| --- | --- |
| - Maurice Bernard als Sonny Corinthos in General Hospital - Steve Burton als Jason Morgan in General Hospital - Thorsten Kaye als Ridge Forrester in Reich und Schön - Wally Kurth als Justin Kiriakis in Zeit der Sehnsucht - Dominic Zamprogna als Dante Falconeri in General Hospital   | - Jacqueline MacInnes Wood als Steffy Forrester in Reich und Schön - Melissa Claire Egan als Chelsea Lawson in Schatten der Leidenschaft - Genie Francis als Laura Collins in General Hospital - Nancy Lee Grahn als Alexis Davis in General Hospital - Finola Hughes als Anna Devan/Alex marick in Zeit der Sehnsucht |
| Nebendarsteller (Outstanding Supporting Performance in a Drama Series) | |
| Nebendarsteller | Nebendarstellerin |
| - Max Gail als Mike Corbin in General Hospital - Darin Brooks als Wyatt Spencer in Reich und Schön - Bryton James als Devon Hamilton in Schatten der Leidenschaft - Jeff Kober als Cyrus Renault in General Hospital - James Patrick Stuart als Valentin Cassadine in General Hospital     | - Marla Adams als Dina Mergeron in Schatten der Leidenschaft - Tamara Braun als Ava Vitali in Zeit der Sehnsucht - Carolyn Hennesy als Diane Miller in General Hospital - Briana Nicole Henry als Jordan Ashford in General Hospital - Courtney Hope als LSally Spectra in Reich und Schön                             |
| Kinderschauspieler (Outstanding Performance by a Younger Artist in a Drama Series) | Gastschauspieler (Outstanding Guest Performer in a Drama Series) |
| - Victoria Konefal als Ciara Brady in Zeit der Sehnsucht - Tajh Bellow als TJ Ashford in General Hospital - Alyvia Alyn Lind als Faith Newman in Schatten der Leidenschaft - Katelyn MacMullan als Willow Tait in General Hospital - Sydney Mikayla als Trina Robinson in General Hospital | - Cady McClain als Jennifer Horton-Devereaux in Zeit der Sehnsucht - Kim Delaney alsJackie Templeton in General Hospital - George DelHoyo als Orpheus in Zeit der Sehnsucht - Briana Lane als Brook Lynn Ashton in General Hospital - Victoria Gabrielle Platt als Dr. Amanda Raynor in Zeit der Sehnsucht             |

## Moderation
| Gameshow-Moderation (Outstanding Game Show Host) | Talkshow-Moderator Entertainment (Outstanding Entertainment Talk Show Host) |
| --- | --- |
| - Alex Trebek – Jeopardy! - Wayne Brady – Let’s Make a Deal - Steve Harvey – Family Feud - Alfonso Ribeiro – Catch 21 - Pat Sajak – Wheel of Fortune | - Kelly Clarkson – The Kelly Clarkson Show - Drew Barrymore – The Drew Barrymore Show GMA3: Strahan, Sara and Keke - Sean Evans – Hot Ones - Hoda Kotb und Jenna Bush Hager – Today with Hoda & jenna - Kelly Ripa und Ryan Seacrest – Live with Kelly and Ryan |
| Talkshow-Moderator (Outstanding Informative Talk Show Host) | Fernsehkoch (Outstanding Culinary Show Host) |
| - Larry King – Larry King Now (Ora TV) - Gloria Estefan, Emily Estefan und Lili Estefan – Red Table Talk: The Estefans (Facebook Watch) - Tamron Hall – Tamron Hall (Syndicated) - Rachael Ray – Rachael Ray (Syndicated) - Taraji P. Henson & Tracie Jade – Peace of Mind with Taraji (Facebook Watch) - Amy Robach, Dr. Jennifer Ashton & T. J. Holmes – GMA3: What You Need To Know (ABC) - Jada Pinkett Smith, Willow Smith & Adrienne Banfield-Norris – Red Table Talk (Facebook Watch) | - Ina Garten – Barefoot Contessa: Cook Like a Pro (Food Network) - Valerie Bertinelli – Valerie's Home Cooking (Food Network) - Giada De Laurentiis – Giada at Home 2.0 (Food Network) - Edward Delling-Williams – Paris Bistro Cooking with Edward Delling-Williams (Recipe TV) - Sophia Roe – Counter Space (Vice TV) - Michael Symon – Symon's Dinners Cooking Out (Food Network) |

## Produktion
| Drehbuch (Outstanding Writing Team)                                                   | Regie für eine Dramaserie (Outstanding Drama Series Directing Team) |
| ------------------------------------------------------------------------------------- | ------------------------------------------------------------------- |
| - General Hospital - Reich und Schön - Schatten der Leidenschaft - Zeit der Sehnsucht | - Schatten der Leidenschaft - Reich und Schön - General Hospital    |